# Feodosij Zlocký
Feodosij Zlocký (rusínsky Теодозий Злоцкый, Teodozyj Zlockyj, maďarsky Theodoz Zloczky, 11. října 1846 Osij — 30. července 1926 Drahovo) byl rusínský řeckokatolický kněz, etnograf, folklorista a básník. Feodosij byl rusínský buditel rusínofilské orientace a byl přispěvatelem do několika rusínských periodik, ale také sběratelem folklórních básní a lidových slovesností a umění.

## Život
Feodosij Zlocký se narodil 11. října 1846 v obci Osij. Jeho otec, Antonij Zlocký, pracoval v obci jako farář. Studoval v Chustu a Satu Mare a gymnázium absolvoval v Satu Mare a v Užhorodě. Teologické vzdělání získal v Užhorodě a Budapešti.
Na kněze byl vysvěcen v roce 1874 a jako farář sloužil v obcích Izky, Kopašnovo, Zolotarovo a Drahovo. Ke konci své služby také zastával funkci děkana na Zolotarovském děkanátu, jehož součástí byla i farnost v Drahovu, kde byl zároveň farářem. Feodosij Zlocký zemřel 30. července 1926 v Drahovu.

## Dílo

### Během studia
Jako student psal svá díla v jazyce jazyčije (což byl umělý smíšený slovanský jazyk), ale pod vlivem lidové ústní slovesnosti, kterou aktivně sbíral po celý život, do značné míry přešel na lidový (rusínský) jazyk. V jeho tvorbě převládala milostná, sociálně-venkovská a vlastenecká lyrika; věnoval se i společenským, historickým a mravně-náboženským tématům. Některé jeho básně jsou stylizovány jako lidové písně.
První verše publikoval v týdeníku Svět, později také v dalších tehdejších periodikách, jako Nový svět, Listek, Karpatorusínský věstník, Ruský věstník a Nauka. Během maďarizačních reforem Štefana Pankoviče upadá tehdejší literární tvorba a Feodosij se v tisku objevuje jen velmi zřídka.

### Během duchovní služby
Od začátku kněžské dráhy zůstávala většina jeho literární, etnografické a folkloristické práce v rukopisech. Jeho nejrozsáhlejší etnografické články, publikované v maďarónském časopise Východ v letech 1888 a 1889, popisovaly pověry, zvyky a lidovou víru Rusínů žijících ve vesnicích Zolotarovo, Kopašnovo a Viľchivka. Za tuto činnost byl jmenován oficiálním referentem pro etnografii Podkarpatské Rusi v Etnografické společnosti Uherska.
Zlocký byl především řeckokatolický kněz a až poté etnograf, a jeho postoj byl, že etnografické publikace: „nelze zobecňovat na celý národ... zpravidla mají jen historickou hodnotu; pohanská píseň a ukolébavka v ústech křesťana stojí daleko od srdce lidu.“ Tedy je vnímal jako přežitek minulosti.
V maďarštině publikoval i své básně, jejichž výběr v ukrajinském překladu od Jurije Škrobince vyšel ve sbírce Na Verchovině.

### Jazyk a jazykověda
Zlocký se snažil psát jazykem, který by se co nejvíce zakládal na lidové (rusínské) řeči.
V roce 1883 sestavil gramatiku založenou na podkarpatských dialektech a to maďarskojazyčný spis Praktická gramatika Karpatsko ruského jazyka. Tato gramatika však nikdy nebyla tištěna, přestože na ni už byla vyhlášena sbírka. Byla založena zejména na marmarošském dialektu, ale psaná etymologickým pravopisem. Po vyhlášení sbírky se místo tisku rukopis dostal bez vědomí a souhlasu autora do knihovny Naučného tovaryšstva Ševčenkova ve Lvově, kde nebyl nikdy publikován.

### Odkaz
Během své penze se rozhodl Feodosij Zlocký uspořádat své rukopisné odkazy. Část rukopisů předal literárnímu historikovi a buditeli Jevmenijovi Sabovovi, jinou část poslal do redakcí prvorepublikových časopisů Svoboda a Náš rodný kraj.
Časopis Náš rodný kraj také vydal v roce 1923 krátkou knížku Výběr z poezie, zde ale proběhla výrazná úprava redakce, která změnila jeho etymologický pravopis podle ukrajinského jazykového vkusu. To vedlo ke sporům mezi autorem a redakcí. V úvodu této knihy autor zároveň připomněl, že jeho rukopis gramatiky, napsané v roce 1883, byl: „bez souhlasu a vědomí autora předán knihovně Naučného tovaryšstva Ševčenkova ve Lvově“.
Ostatní jeho rukopisy jsou pravděpodobně ztraceny.